# Francesco Piccoli
Francesco Piccoli (Cividale del Friuli, 11 giugno 1835 – Padova, 8 maggio 1883) è stato un politico italiano, sindaco di Padova e Deputato del Regno d'Italia.

## Biografia
Nato a Cividale del Friuli è stato sindaco della Città di Padova dal 1871 al 1881. Inoltre dal 1867 al 1883 è stato Deputato del Regno d'Italia per sei legislature.